# Karl Ben
Karl Ben (ur. 17 stycznia 1977 w Târgu Mureș) – rumuński aktor filmów pornograficznych.

## Życiorys

### Wczesne lata
Urodził się w Târgu Mureș w klasycznej rodzinie artystów. Wychowywał się w Siedmiogrodzie. W wieku sześciu lat zajmował się sztukami walki, a jakiś czas później zaczął malować, a także poznał tajemnice handlowe tworzenia akcesoriów wykonanych z wysokiej jakości skóry. Później z rodziną przeprowadził się na Węgry. Dorabiał jako fotomodel.

### Kariera w branży porno
Swoją karierę w branży porno zapoczątkował w 1998 w wieku 21 lat, występując m.in. w produkcjach Evil Angel / Christoph Clark Angel Video Euro Angels 9: Euro Trasshed, Euro Angels 10: Anal Decadence i Euro Angels Hardball 1. W 2000 zdobył nominację do nagrody Hot d’Or, przyznawanej przez francuskie czasopismo branżowe „Hot Vidéo”, w dziewiątej edycji Festiwalu Filmów Erotycznych w Cannes w kategorii „najlepszy europejski debiutant”.
Zagrał w kilku seriach, w tym Private Superfuckers (1999–2000), Anal Sluts and Sweethearts (2002), Pickup Babes (2001–2004) i Asian Fever (2000–2003). W filmie erotycznym Barely Legal 20 (2001) dołączył do Bobby’ego Vitale’a i Jenny Haze. Był częścią obsady filmu Franka Thringa Mr. Beaver Checks In 12 (2002). W pełnometrażowej parodii porno filmu Gladiatora – trylogii Private Gold 54-56 Gladiator (2002) w reż. Antonia Adamo w roli Jailera.
W 2003 był nominowany do amerykańskiej nagrody AVN Awards w kategorii „najlepsza scena seksu w zagranicznej produkcji”.
Brał udział nie tylko w filmach europejskich, w tym Private Media Group, czy Magma, ale także amerykańskich Wicked Pictures, Vivid Entertainment, Hustler Video, New Sensations i Jill Kelly Productions. Trafił też do produkcji takich jak Debauchery 2 (1998) z Cicą, Steve’em Holmsem i Jeanem-Pierre Armand, Fresh Euro Flesh 5 (2000) z Dorą Venter, Double Anal Club 5 (2000) z Daniellą Rush, Catherine Count i Frankiem Gunem, Queen of the Road 1 (2001) z Ritą Faltoyano, Ass Quest 3 (2001) z Christiną Bellą, Rocco's True Anal Stories 16 (2002) w reż. Rocco Siffredi, Wild on These 1 (2004) z Angel Dark czy Sex Collections (2004) w reż. Davida Perry’ego z Mandy Bright.
W 2007, mając 30 lat zrezygnował z dalszych występów w produkcjach dla dorosłych.
W sierpniu 2015 zajął drugie miejsce w rankingu „Najseksowniejszy aktor porno” (Los actores porno gay mas sexys listado 12), ogłoszonym przez hiszpański portal 20minutos.es.

### Galanteria skórzana i projekty graficzne
Po powrocie z wakacji w Tajlandii wykonał pierwsze projekty. Pod pseudonimem artystycznym Kay Roy rozpoczął karierę w Budapeszcie jako kaletnik i projektant akcesoriów skórzanych, w połączeniu skóry z kamieniami półszlachetnymi, drewnem i innymi naturalnymi materiałami, w tym teczek, toreb, bransoletek czy etui na gitary. Z drogocennymi minerałami w swoich torebkach połączył egzotyczny styl Azji Południowo-Wschodniej ze skórą.
W 2001 wraz z kilkoma przyjaciółmi założył markę Vayaro. Skórzane akcesoria węgierskiej firmy Vayaro można kupić w luksusowych butikach w Las Vegas, Beverly Hills, a także w gGallery w Santa Monica. Praca w środowisku hollywoodzkim pomogła mu rozsławić markę Vayaro wśród gwiazd, a swoje prace mógł prezentować na wielu różnych wystawach. Wśród klientów byli znani aktorzy i muzycy, m.in.: Dennis Quaid, Robert Davi, Lenny Kravitz, Slayer, ZZ Top, Robert De Niro, Will Smith i Cameron Diaz.
Druga część jego twórczości to projekty graficzne, pełne kolorów, czasem jasnych, a potem łagodniejszych, za pomocą których często przedstawia kobiece postacie w kontekście mitologicznym. Czasami rysuje postać w efektownym piórkowym nakryciu głowy, czasami przedstawia twarz kobiety z bardzo szczegółowym obrazem w kontrastowym świetle. Częścią jego repertuaru są figurki zwierząt – np. głowa tygrysa otoczona kolorowymi liniami. Rysował też postacie zupełnie abstrakcyjne. Był również autorem zdjęć Adriana Paula, a także projektów plakatu do filmów, w tym krótkometrażowego filmu sensacyjnego Mali bogowie (Small Gods, 2011) z Johannem Urbem i dramatu sensacyjnego Counterpunch (2013) z udziałem Danny’ego Treja i Stevena Bauera. W 2016, po sześciu latach pracy w galerii w Los Angeles, powrócił do Budapesztu.

## Problemy z prawem
W marcu 2011 przeciwko Károly’emu Újfalusi, obywatelowi Węgier, zostało postawionych osiem zarzutów karnych popełnienia przestępczej napaści na tle seksualnym i trzech zwykłych napaści; brutalne zgwałcenie bezdomnej kobiety w hotelu w North Hampton 24 grudnia 2010 w Wigilię. Újfalusi został aresztowany przez władze imigracyjne w North Hampton 26 grudnia 2010. Policja twierdziła, że Újfalusi zaprzyjaźnił się z bezdomną kobietą na przystanku dla ciężarówek na Grenlandii, zawiózł ją do motelu Slumber Manor w North Hampton i kilkakrotnie zgwałcił. Újfalusi zaprzeczył zarzutom i twierdził, że gdy dowiedział się, że kobieta jest bezdomna, zawiózł ją do motelu Stone Gable, gdzie zapłacił jej za nocleg. 21 października 2011 wszystkie zarzuty zostały wycofane przez Sąd Najwyższy hrabstwa Rockingham po tym jak ofiara przebywająca w Teksasie odmówiła przyjazdu do New Hampshire.

## Nagrody i nominacje
| Rok  | Nagroda   | Kategoria                                      | Film                         | Inni wykonawcy | Rezultat  |
| ---- | --------- | ---------------------------------------------- | ---------------------------- | --- | --------- |
| 2000 | Hot d’Or  | Najlepszy europejski debiutant                 | –                            | – | Nominacja |
| 2001 | AVN Award | Najlepsza scena seksu w zagranicznej produkcji | Ass Quest 1 (2000)           | Bob Terminator, Chris English, Cynthia i John Walton                                                              | Nominacja |
| 2003 | AVN Award | Najlepsza scena seksu w zagranicznej produkcji | Rocco’s Ass Collector (2002) | Alberto Rey, Bob Terminator, Chris Mountain, Diana Storm, Franco Roccaforte, Melinda Vecsey, Tammy i Uncle George | Nominacja |